# پائحیا
پائحیا (انگلیسی: Pyhia؛ ‏مصری باستان: p3-ỉḥỉ3) یا پایحیا یا پِتِپیحو یک شاهدخت مصر باستان در دوران حکمرانی دودمان هجدهم مصر و دختر فرعون تحوتموس چهارم بود.
مومیایی او به همراه مومیایی چند شاهدخت دیگر در دخمه‌ای در گورستان شیخ عبدالقرنه دفن شد: خواهران احتمالی او آمنموپت و تی‌عا و خواهرزاده‌اش نبتیا و شاهدخت‌ها تاتائو، حنوتیونو، مریپتاح، سیت‌حوری و ویای بودند. این مقبره در سال ۱۸۵۷ کشف شد.